# Christopher Eccleston
Christopher Eccleston   (Langworthy, 16 de febrer de 1964) és un actor anglès que feu de protagonista a la sèrie Doctor Who, juntament amb Billie Piper (Rose Tyler).

## Biografia
Eccleston va néixer a Salford, Regne Unit, el 16 de febrer de 1964. Fill d'Elsie i Ronnie Eccleston i fill menor de tres germans. Els seus germans Alan i Keith, són bessons, vuit anys més grans que ell.
Educat a l'escola d'interpretació "Central School of Speech and Drama" es va donar a conèixer amb "Let him have it" el 1991. Ha participat en sèries com "Cracker" (1993), la qual el va llançar a la fama al Regne Unit.
Ha compartit pantalla amb actors de la talla de Renée Zellweger, Cameron Diaz, Nicolas Cage o Nicole Kidman.
És un reconegut actor a la televisió britànica, ha estat nominat dues vegades com a millor actor en els premis BAFTA de la televisió, i va aconseguir el premi a l'actor més popular en els premis de la televisió nacional (National Television Awards) pel seu paper com la novena encarnació del Doctor en la sèrie Doctor Who (2005).
El 1996 va protagonitzar Jude al costat de Kate Winslet, basada en la novel·la Jude el Fosc de Thomas Hardy, i dirigida per Michael Winterbottom. Altres pel·lícules importants són The Others, 60 segons (2000), The Invisible Circus (2001) i 28 Days Later (2002). El 2009 interpreta al dolent  Destro en la pel·lícula "G.I. Joe: The Rise of Cobra". El 2013, va aparèixer en la pantalla gran com Malekith, el dolent de Thor: The Dark World.

Després d'haver treballat a aquesta sèrie, ha fet d'actor de teatre al Old Vic theatre de Londres (2005)
Va aparèixer com a convidat en la sèrie Agatha Christie's Poirot.
Va interpretar el 2007 a Claude (L'home invisible) en la sèrie Herois.
El 2012 protagonitza la sèrie de la BBC "Blackout interpretant a Daniel Demoys, un polític amb problemes amb l'alcohol.
Des de 2014, interpreta el paper del sacerdot Matt Jamison en la sèrie de televisió The Leftovers.

## Filmografia
| Any  | Títol                  | Paper                            | Direcció             |
| ---- | ---------------------- | -------------------------------- | -------------------- |
| 1991 | Let Him Have It        | Derek Bentley                    | Peter Medak          |
| 1992 | Death and the Compass  | Alonso Zunz                      | Alex Cox             |
| 1993 | Anchoress              | Priest                           | Chris Newby          |
| 1994 | Shallow Grave          | David                            | Danny Boyle          |
| 1996 | Jude                   | Jude Fawley                      | Michael Winterbottom |
| 1998 | Elisabet               | Thomas Howard, 4t Duc de Norfolk | Shekhar Kapur        |
| 1998 | A Price Above Rubies   | Sender Horowitz                  | Boaz Yakin           |
| 1999 | Heart                  | Gary Ellis                       | Charles McDougall    |
| 1999 | eXistenZ               | Seminar Leader                   | David Cronenberg     |
| 1999 | With or Without You    | Vincent Boyd                     | Michael Winterbottom |
| 2000 | Gone in Sixty Seconds  | Raymond Calitri                  | Dominic Sena         |
| 2001 | Los Otros              | Charles Stewart                  | Alejandro Amenábar   |
| 2001 | The Invisible Circus   | Wolf                             | Adam Brooks          |
| 2002 | 24 Hour Party People   | Boethius                         | Michael Winterbottom |
| 2002 | I Am Dina              | Leo Zukowskij                    | Ole Bornedal         |
| 2002 | Revengers Tragedy      | Vindici                          | Alex Cox             |
| 2002 | 28 Days Later          | Major Henry West                 | Danny Boyle          |
| 2007 | The Dark Is Rising     | The Rider                        | David L Cunningham   |
| 2008 | New Orleans, Mon Amour | Dr. Jekyll                       | Michael Almereyda    |
| 2009 | G.I. Joe               | Destro                           | Stephen Sommers      |
| 2009 | Amelia                 | Fred Noonan                      | Mira Nair            |
| 2013 | Thor: The Dark World   | Malekith                         | Alan Taylor          |

## Televisió
| Any  | Títol                                | Rol                    | Notes                  |
| ---- | ------------------------------------ | ---------------------- | ---------------------- |
| 1990 | Blood Rights                         | Dick                   |                        |
| 1990 | Casualty                             | Stephen Hills          |                        |
| 1991 | Inspector Morse                      | Terrence Mitchell      | Escrit per Danny Boyle |
| 1991 | Chancer                              | Radio                  |                        |
| 1991 | Boon                                 | Mark                   |                        |
| 1992 | Rachel's Dream                       | Man in Dream           |                        |
| 1992 | Poirot (One, Two, Buckle My Shoe)    | Frank Carter           |                        |
| 1992 | Friday on my Mind                    | Sean Maddox            |                        |
| 1992 | Business with Friends                | Angel Morris           |                        |
| 1993 | Cracker                              | DCI David Bilborough   |                        |
| 1995 | Hearts and Minds                     | Drew Mackenzie         |                        |
| 1996 | Our Friends in the North             | Nicky Hutchinson       |                        |
| 1996 | Hillsborough                         | Trevor Hicks           |                        |
| 1999 | "Killing Time - The Millennium Poem" | Millennium Man         |                        |
| 2000 | The Tyre                             | Salesman               |                        |
| 2000 | Wilderness Men                       | Alexander Von Humboldt |                        |
| 2000 | Clocking Off                         | Jim Calvert            |                        |
| 2001 | This Little Piggy                    | Cabbie                 |                        |
| 2001 | Strumpet                             | Stray Man              |                        |
| 2001 | Linda Green                          | Tom Sherry/Neil Sherry |                        |
| 2002 | The League of Gentlemen              | Dougal Siepp           |                        |
| 2002 | Flesh and Blood                      | Joe Broughton          |                        |
| 2002 | Othello                              | Ben Jago               |                        |
| 2002 | Sunday                               | General Ford           |                        |
| 2002 | The King and Us                      | Anthony                |                        |
| 2003 | I Am Kloot - "Proof"                 | Music video for band   |                        |
| 2003 | The Second Coming                    | Stephen Baxter         |                        |
| 2005 | Doctor Who                           | El Doctor              |                        |
| 2006 | Perfect Parents                      | Stuart                 |                        |
| 2007 | Heroes                               | Claude                 |                        |
| 2008 | The Sarah Silverman Program          | Dr. Lazer Rage         |                        |
| 2010 | Accused                              |                        |                        |

## Ràdio i narració
- Room of Leaves (Frank) (1998)
- Pig Paradise (Jack) (1998)
- Some Fantastic Place (Narrador) (2001)
- Bayeux Tapestry (Harold) (2001)
- The Importance of Being Morrissey (Narrador) (2002)
- Iliad (Achilles) (2002)
- Cromwell - Warts and All (Narrador) (2003)
- Life Half Spent (Roger) (2004)
- Crossing the Dark Sea (2005)
- Sacred Nation (Narrador) (2005)
- Born to be Different (Narrador) (2005)
- A Day in the Death of Joe Egg (Brian) (2005)
- E=mc²  (Narrador) (2005)
- Dubai Dreams  (Narrador) (2005)
- Wanted: New Mum and Dad  (Narrador) (2005)
- Children in Need (Narrador) (2005)
- This Sceptred Isle (Diversos Caràcters) (2005)
- The 1970s: That Was The Decade That was (Narrador) (2006)
- The Devil's Christmas (Narrador) (2008)

## Teatre
- A Streetcar Named Desire (Pablo Gonzallez) (1988)- teatre: Bristol Old Vic
- Woyzeck (Woyzeck) - teatre: Birmingham Rep
- The Wonder - Gate Theatre
- Dona Rosita, The Spinster - Bristol Old Vic
- Bent (1990) - National Theatre
- Abingdon Square (1990) - National Theatre
- Aide-Memoire (1990) - Royal Court Theatre
- Encounters - National Theatre Studio
- Waiting At The Water's Edge (Will) (1993) - Bush Theatre
- Miss Julie (Jean) (2000) - Haymarket Theatre
- Hamlet (Hamlet) (2002) - West Yorkshire Playhouse
- Electricity (Jakey) (2004) - West Yorkshire Playhouse